# Fenómenos no leito da morte

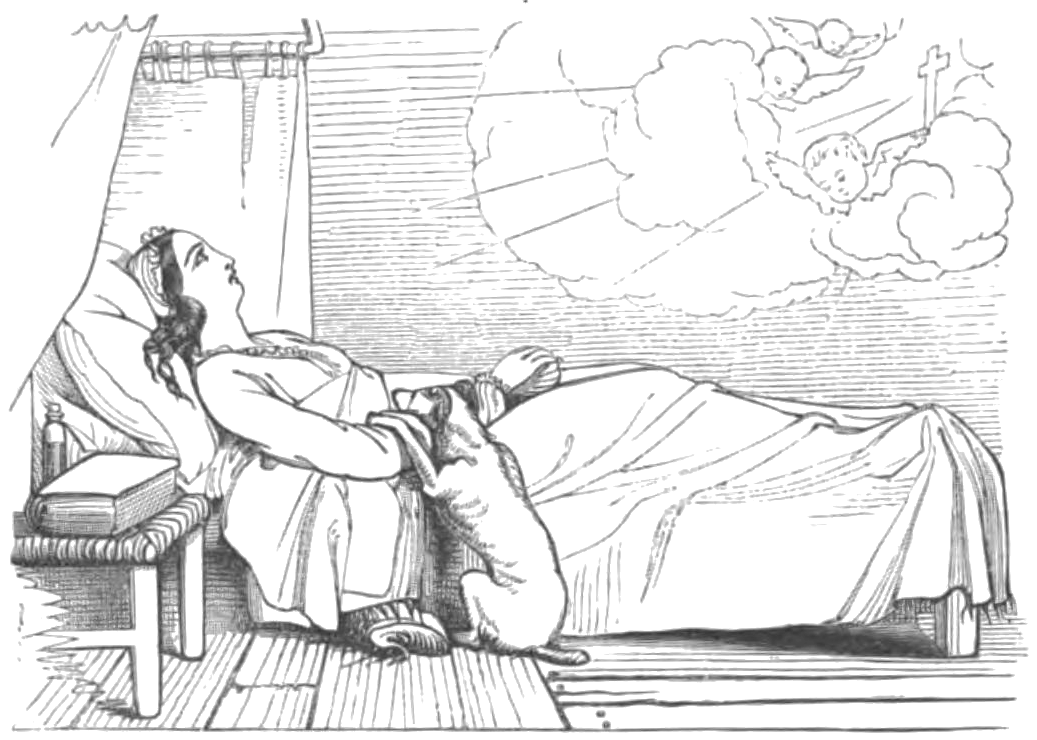
Ilustração de uma pessoa a ver visões de "um mundo brilhante de anjos, com o Redentor no meio" enquanto doente na cama, da história curta de 1844 A Forlorn Hope

Fenómenos no leito da morte refere-se a uma gama de experiências paranormais alegadas por pessoas que estão a morrer. Existem vários exemplos de fenómenos no leito da morte na leitura de não-ficção e ficção, que sugere que estas ocorrências foram notadas em culturas à volta do mundo por séculos, embora o estudo científico das mesmas seja relativamente recente. Em literatura científica tais experiências foram chamadas de experiências sensoriais relacionadas à morte. Pacientes a morrer relataram aos funcionários do hospício que experienciaram visões reconfortantes.
Os cientistas modernos consideram os fenómenos no leito da morte e visões como sendo alucinações.

## Visões no leito da morte

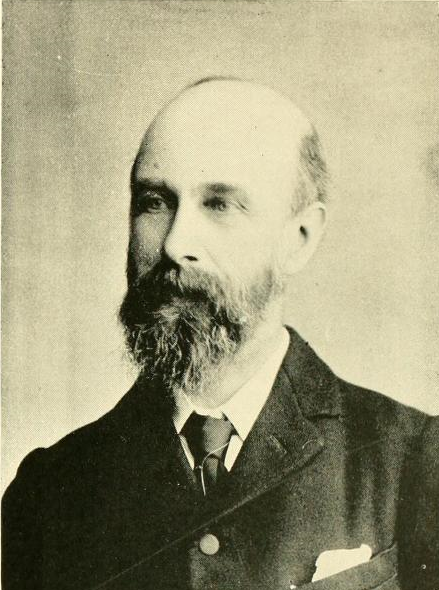
William F. Barrett, pesquisador de fenómenos no leito da morte

Visões no leito da morte têm sido descritos desde os tempos antigos, no entanto o primeiro estudo sistemático não foi conduzido até ao século XX. Também foram chamadas de alucinações verídicas, visões dos mortos e visões pré-morte. O médico William Barrett, autor do livro Death-Bed Visions (Visões no Leito da Morte) de 1926, recolheu relatos de pessoas que alegavam ter experienciado visões de amigos e familiares mortos, o som de música e outros fenómenos no leito da morte. Barrett era um espiritualista cristão e acreditava que as visões eram provas de comunicação de espíritos.
Num estudo conduzido entre 1959 e 1973 pelos parapsicólogos Karlis Osis e Erlendur Haraldsson, eles relataram que 50% das dezenas de milhares de indivíduos que estudaram nos Estados Unidos e Índia tinham experienciado visões no leito da morte. Osis e Haraldsson e outros parapsicólogos tal como Raymond Moody interpretaram os relatórios como provas de um pós-vida.
O neurologista Terence Hines escreveu que os proponentes da interpretação pós-vida subestimam imensamente a variabilidade entre os relatos. Hines também critica a sua metodologia de recolher os relatos:

A maneira na qual os relatos foram recolhidos cria outro problema sério para aqueles que os querem levar a sério como provas de um pós-vida. O estudo de Osis e Haraldsson (1977) foi baseado em respostas recebidas por dez mil questionários enviados a médicos e enfermeiras nos Estados Unidos e Índia. Apenas 6.4 por cento foram devolvidos. Como eram os médicos e enfermeiras a dar os relatórios, não os pacientes que tinham, presumivelmente, tido na verdade a experiência, os relatos foram em segunda pessoa. Isto significa que eles passaram por dois sistemas de memória humana altamente falíveis e construtivos (o dos médicos/enfermeiras e o dos pacientes) antes de chegar a Osis e Haraldsson. Em outros casos (i.e. Moody 1977) os relatos foram dados pelos pacientes, meses e anos depois do evento. Tais relatos são dificilmente suficientes para argumentar sobre a realidade de um pós-vida.

O investigador cético Joe Nickell escreveu que visões no leito da morte são baseadas em relatos anedóticos que não são confiáveis. Nickell descobriu contradições e inconsistências em vários dos relatos da autora paranormal Carla Wills-Brandon.
Pesquisa dentro dos campos de Hospício e Cuidado Paliativo têm estudado o impacto dos fenómenos no leito da morte no mortos, nas suas famílias, e na equipa paliativa. Em 2009, um questionário foi distribuído para 111 funcionários num programa de hospício irlandês onde perguntava se tinham conhecido funcionários ou pacientes que tivessem experienciado estes fenómenos. A maioria respondeu que tinham sido informados de uma visão no leito da morte por um paciente ou pela sua família. Eles relataram que o conteúdo destas visões frequentemente parecia reconfortante para o paciente e a sua família. Outro estudo descobriu que os fenómenos são comummente associados com morte pacífica e são geralmente sub-reportados por pacientes e família devido ao medo de vergonha e ceticismo dos funcionários médicos.
Em resposta a estes dados qualitativos, existe um movimento crescente dentro do campo de cuidado paliativo que dá ênfase a "entendimento compassivo e respeito daqueles que fornecem cuidado de fim de vida" no que toca a estes fenómenos.

## Avaliação científica
Segundo Ronald K. Siegel, conhecido psicofarmacologista e pesquisador estadounidense, existe um alto grau de semelhança entre visões no leito da morte e alucinações induzidas por drogas. Alucinações causadas por drogas frequentemente contêm imagens de seres de outro mundo e amigos e família mortos. Alguns cientistas que estudaram casos estes fenómenos descreveram as presenças visuais, auditórias, e sentidas de familiares mortos ou seres angélicos durante o processo de morte como alucinações. Estas alucinações foram teorizadas ocorrerem devido a um número de explicações incluindo mas não limitado a hipóxia cerebral, confusão, delirium, falha dos sistemas corporais (e.g. renal, hepático, pulmonar), e uma reação mental ao stress.
Quando o corpo está lesionado, ou se o coração para, mesmo que por um período curto, o cérebro é deprivado de oxigénio. Um curto período de hipóxia cerebral pode resultar num comprometimento da função neural. É teorizado que este comprometimento explica visões no leito da morte.